# بهترین ترانه دنیا (ترانه)
«بهترین اهنگ دنیا» تک‌آهنگی از وان دایرکشن است که در سال ۲۰۱۳ میلادی منتشر شد. این تک‌آهنگ در آلبوم خاطرات شبانه قرار داشت.
این تک‌آهنگ در چارت‌های در رتبه اول و در چارت‌های  کانادا، ایتالیا، اسکاتلند، استرالیا، اسپانیا، دانمارک، نیوزلند، بریتانیا، جزو ده ترانه اول قرار گرفت و در آمریکا به رتبه ی دوم رسید.